# Dicranomyia (Dicranomyia) perretracta
Dicranomyia (Dicranomyia) perretracta is een tweevleugelige uit de familie steltmuggen (Limoniidae). De soort komt voor in het Neotropisch gebied.